# Khoshk-e Bījār
Khoshk-e Bījār (persiska: خشک بیجار) är en ort i Iran.   Den ligger i provinsen Gilan, i den norra delen av landet, 240 km nordväst om huvudstaden Teheran. Antalet invånare är 49 000.
Terrängen runt Khoshk-e Bījār är mycket platt, och sluttar norrut. Runt Khoshk-e Bījār är det tätbefolkat, med 659 invånare per kvadratkilometer. Närmaste större samhälle är Rasht, 18,5 km sydväst om Khoshk-e Bījār. Trakten runt Khoshk-e Bījār består till största delen av jordbruksmark.